# Ferrovie Toyama Chihō
La Ferrovie Toyama Chihō (富山地方鉄道?, Toyama Chihō Tetsudō, lett. Ferrovia regionale di Toyama), chiamata anche Chitetsu (地鉄?), è una compagnia privata giapponese che gestisce servizi di trasporto pubblico nella città di Toyama e nella prefettura di Toyama. La compagnia privata gestisce servizi ferroviari, tramviari e di autobus nella parte orientale della prefettura. Opera anche come agenzia di All Nippon Airways nell'area di Toyama.

## Storia
La società è stata fondata l'11 febbraio 1930 come Toyama Electric Railway (富山電気鉄道?, Toyama Denki Tetsudō). L'attuale società è stata fondata nel 1943, quando tutti gli operatori privati e pubblici di linee ferroviarie, tramviarie e di autobus nella prefettura sono stati fusi.
Nel 1950, ha fondato la Kaetsunō Railway (加越能鉄道?, Kaetsunō tetsudō) (ora Kaetsunō Bus), progettando di costruire la linea ferroviaria che collegasse le prefetture di Toyama e Ishikawa e vi trasferì l'attività ferroviaria e degli autobus della parte occidentale della prefettura di Toyama ma il progetto non si concretizzò.
Il 22 febbraio 2020, prima del completamento del progetto di collegamento nord-sud della stazione di Toyama previsto per il 21 marzo dello stesso anno, la Toyama Light Rail, che gestiva il Tram di Toyama viene integrata nella Ferrovie Toyama Chihō..

## Linee

### Linee ferroviarie
■ Linea principale della Ferrovie Toyama Chihō (本線): Dentetsu-Toyama — Unazuki-Onsen (53,3 km)
■ Linea Tateyama della Ferrovie Toyama Chihō (立山線): Terada — Tateyama (24,2 km)
■ Linea Fujikoshi-Kamidaki: questa linea è composta da due linee
Linea Fujikoshi (不二越線): Inarimachi — Minami-Toyama (3,3 km)
Linea Kamidaki (上滝線): Minami-Toyama — Iwakuraji (12,4 km)

### Linee del tram
Le linee del tram sono chiamate collettivamente Rete tranviaria di Toyama e sono composte da cinque linee:
- Linea principale (本線): Minami-Toyama-Ekimae — Toyama-Ekimae
- Linea secondaria (支線): Toyama-Ekimae — Marunouchi
- Linea Anoya (安野屋線): Marunouchi — Yasunoya
- Linea Kureba (呉羽線): Yasunoya — Daigaku-mae
- Linea Toyama Toshin (富山都心線): Marunouchi — Nishichō
- Linea Toyamakō (富山港線): Toyama-Ekimae — Iwasehama

### Linee di autobus
La compagnia gestisce linee di autobus locali in tutta la parte orientale della prefettura, inclusa la città di Toyama. Gestisce anche molti autobus autostradali che collegano la città di Toyama e altre parti del Giappone, tra cui Tokyo, Osaka, Nagoya e Kanazawa.

## Materiale rotabile

### Treni
- Serie 20020 (ex serie Seibu 10000)
- Serie 17480 (ex serie Tokyu 8590)
- Serie 16010 (ex serie Seibu 5000)
- Serie 10030 (precedentemente serie Keihan 3000)
- Serie 14760
- Serie Kuha 175
- Serie Deki 12020
- Serie DL - Locomotiva diesel per sgombero neve.
- Serie DL10 - Locomotiva diesel per lo sgombero neve. Una piccola locomotiva rotativa di tipo Russell.
- Serie DL13 - Locomotiva diesel per lo sgombero neve.
- Serie Hoki 80 - Carro merci per manutenzione cingoli (carro tramoggia)

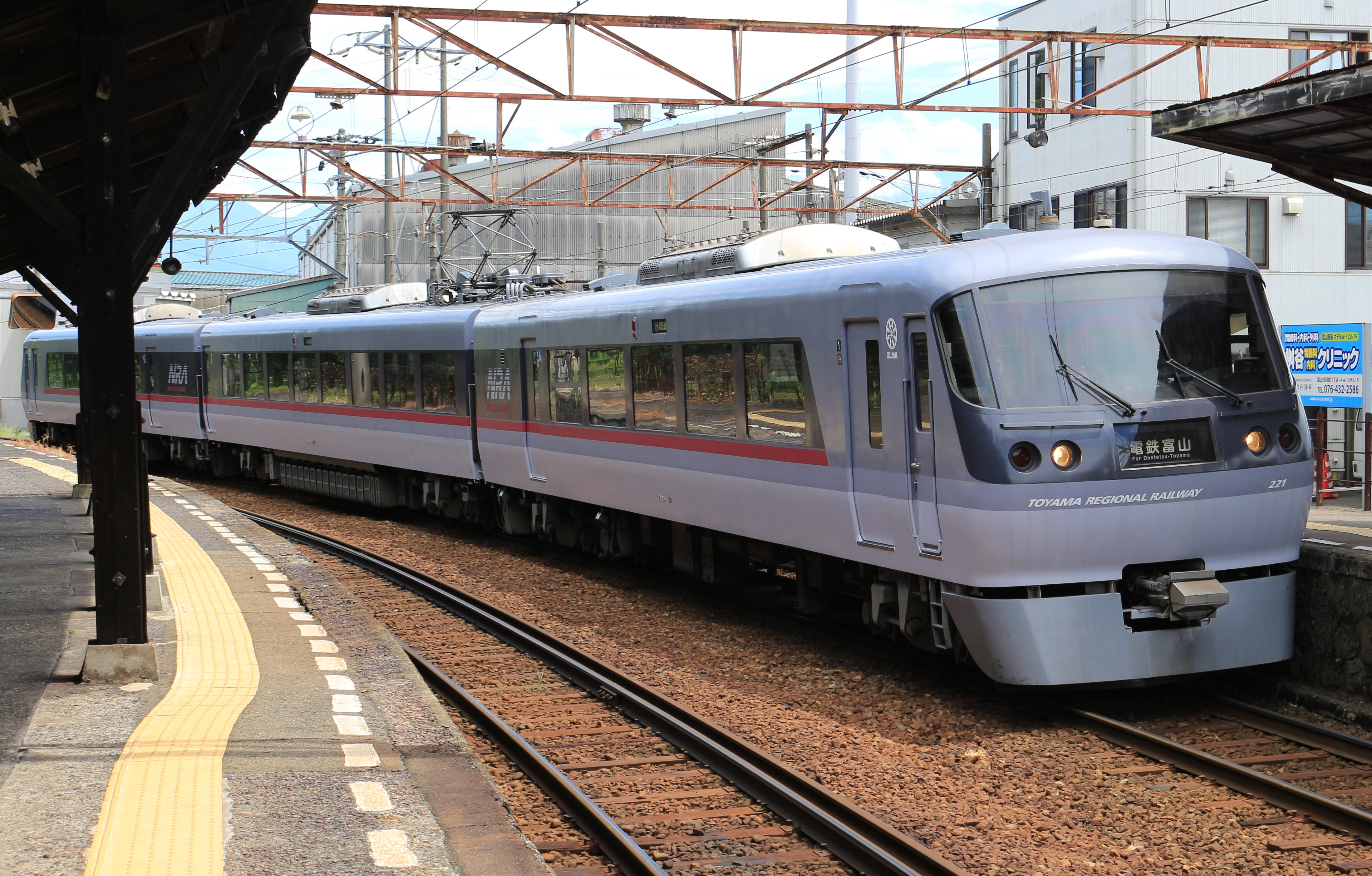
Serie 20020
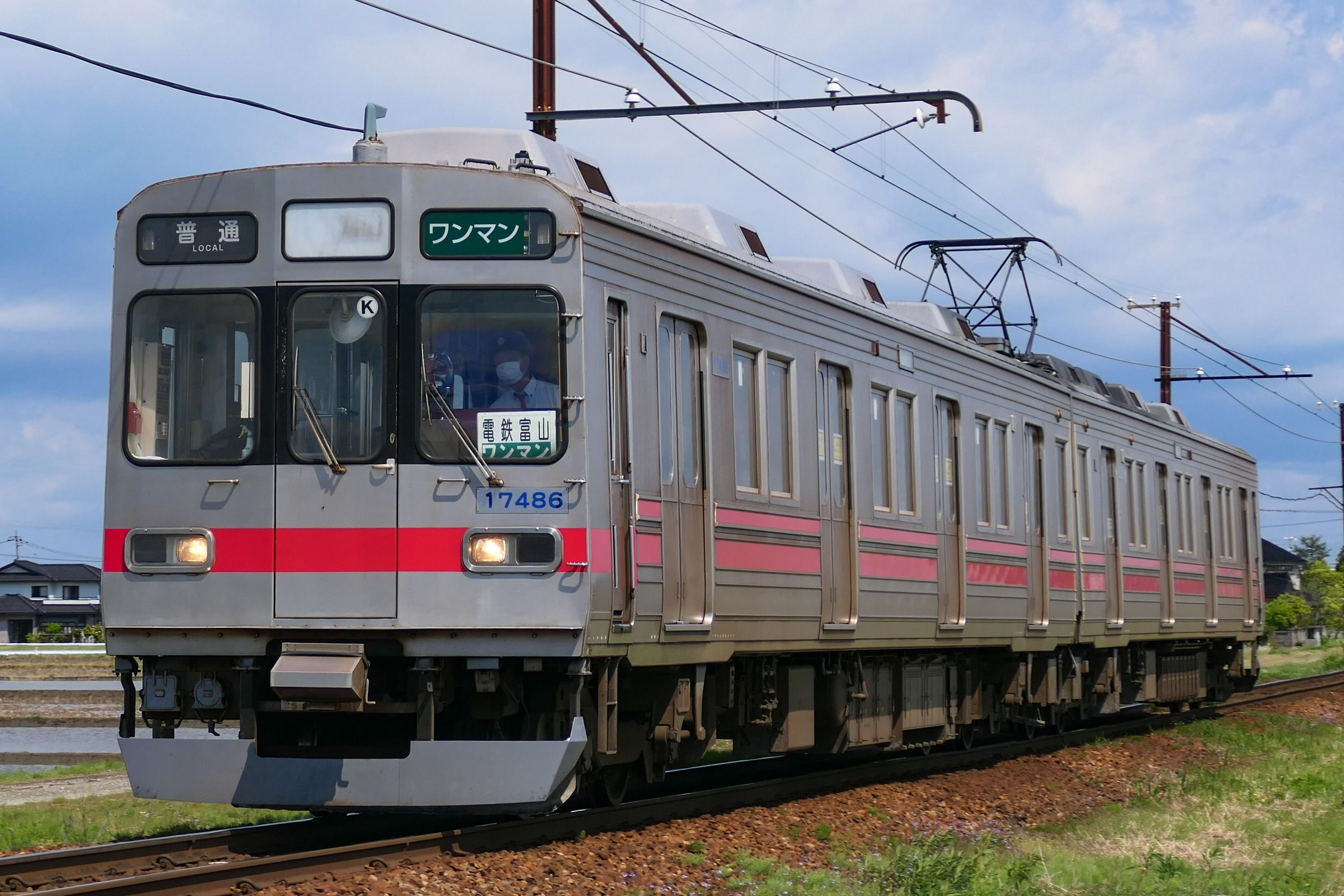
Serie 17480
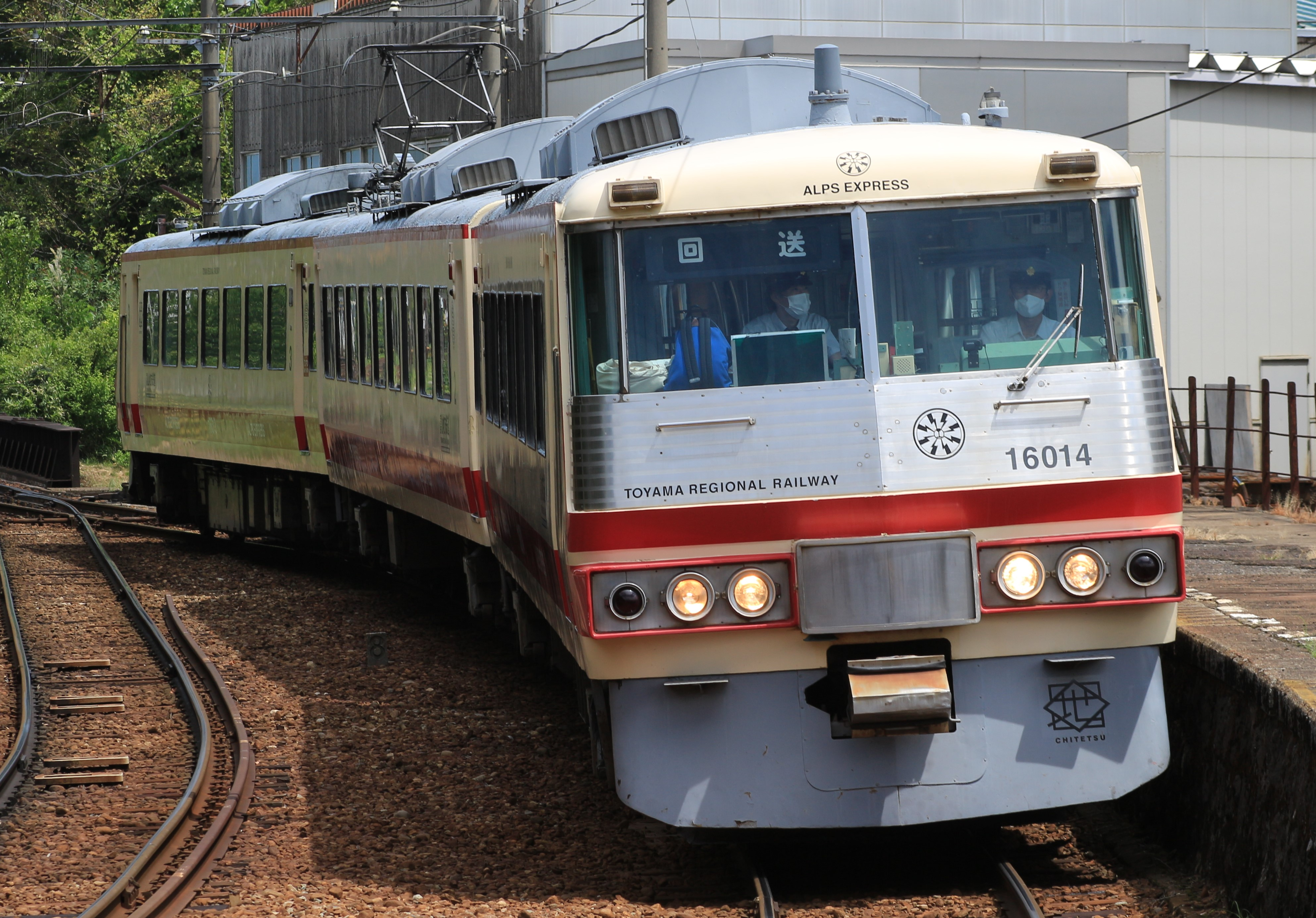
Serie 16010
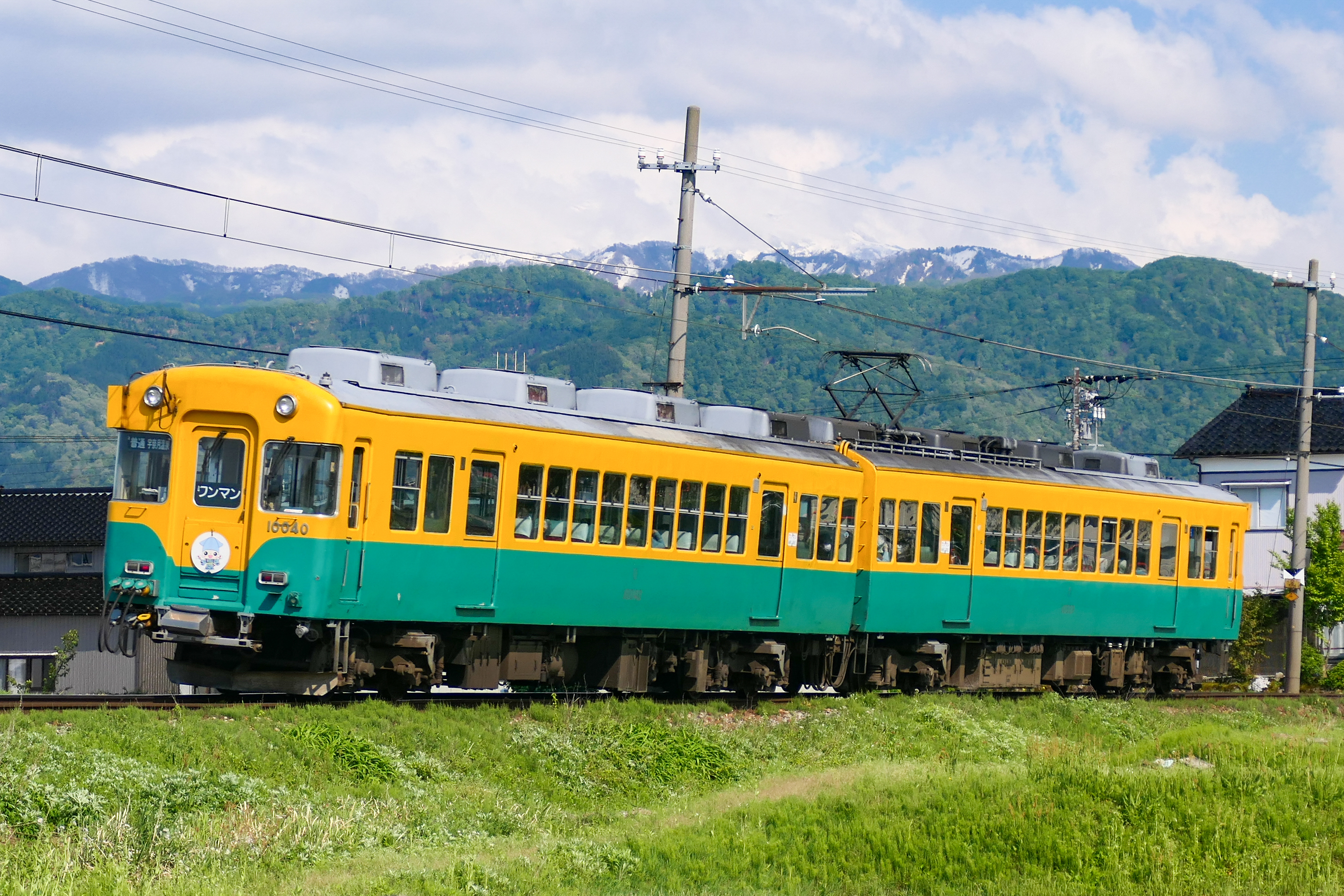
Serie 10030
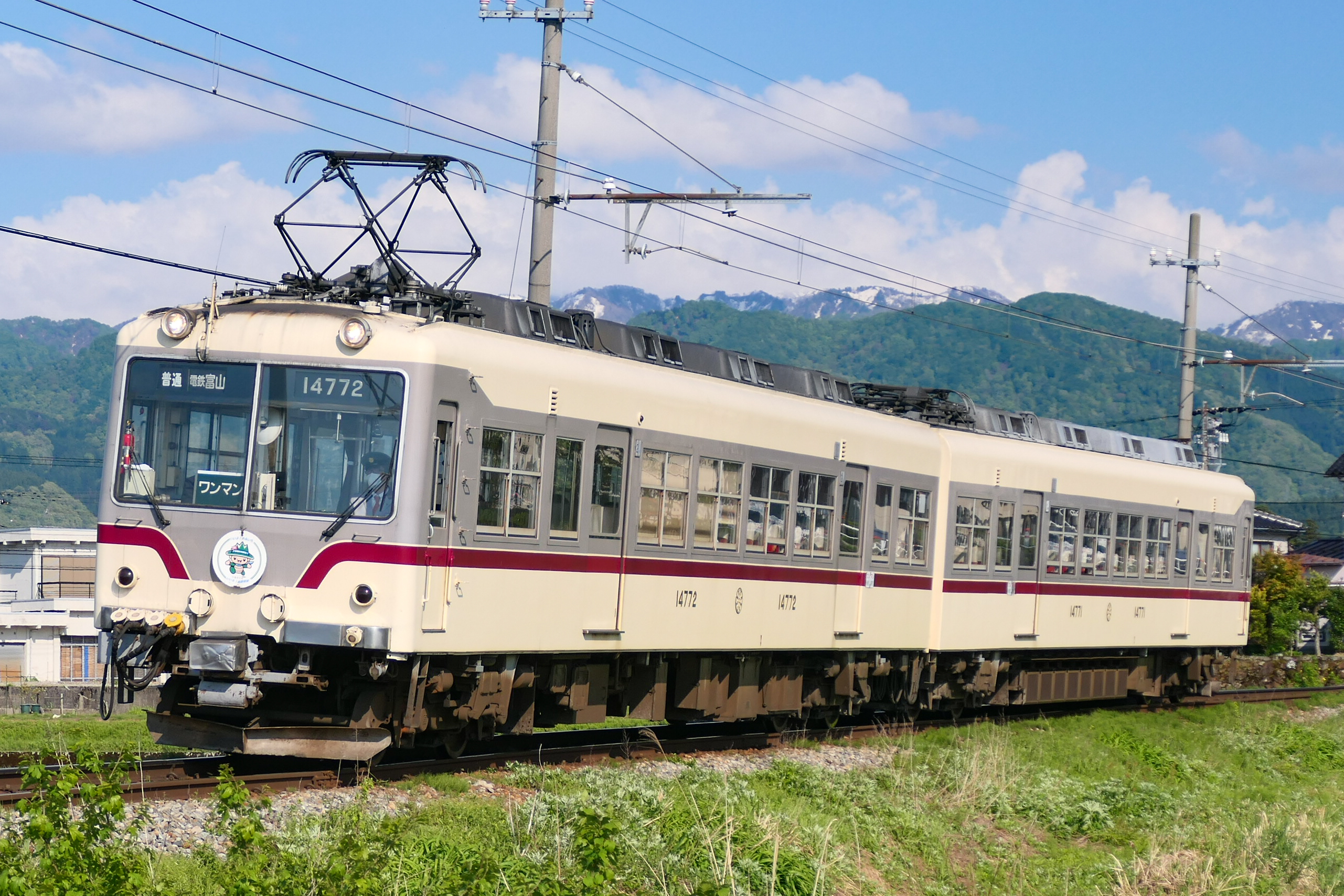
Serie 14760
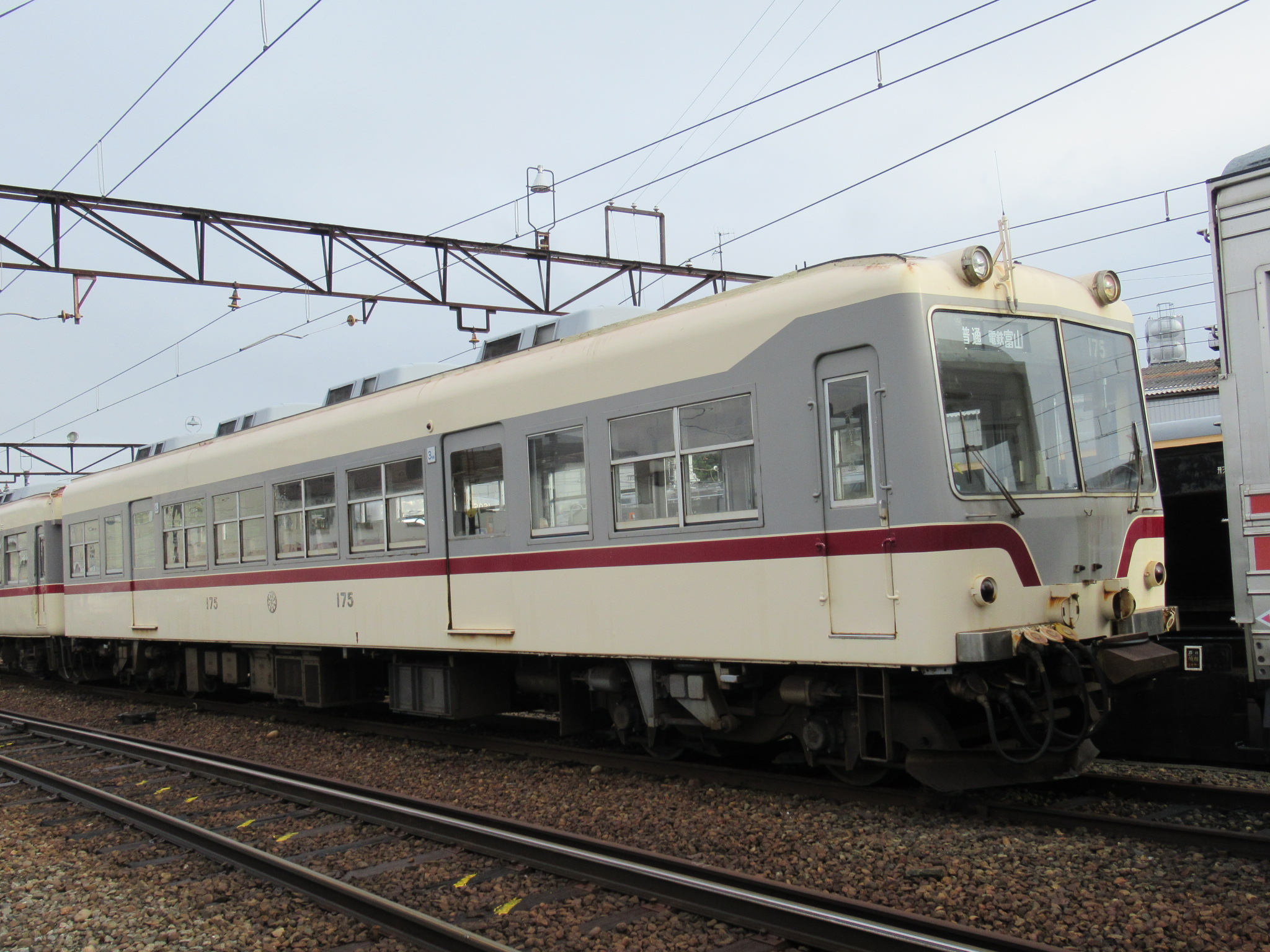
Serie Kuha 175
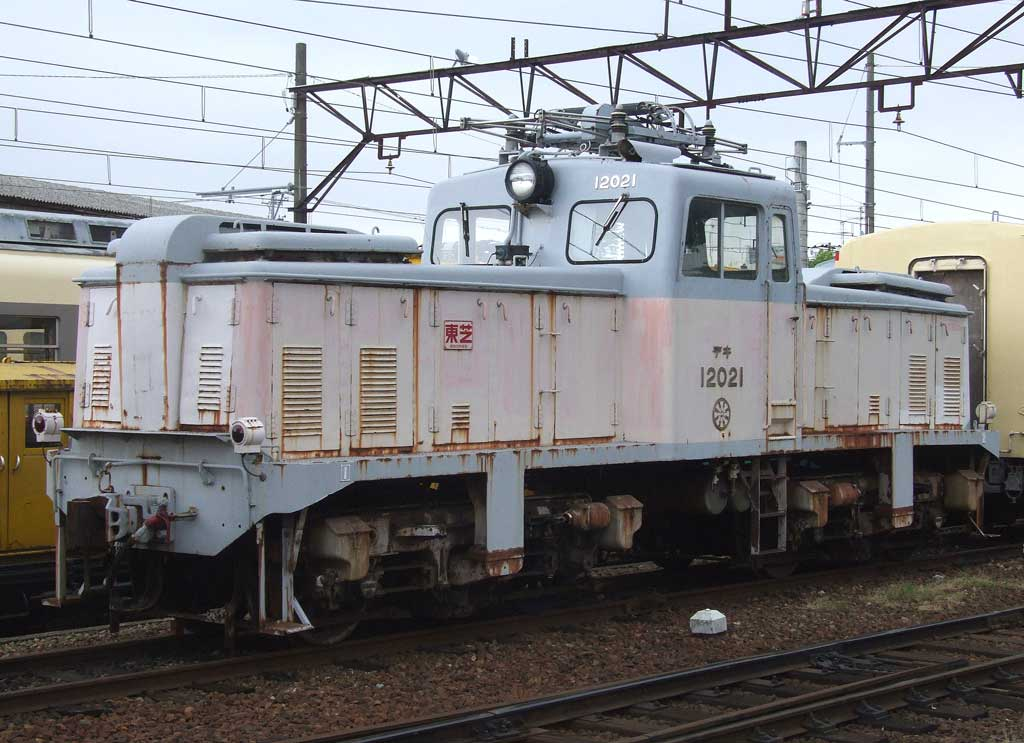
Serie Deki 12020

### Tram

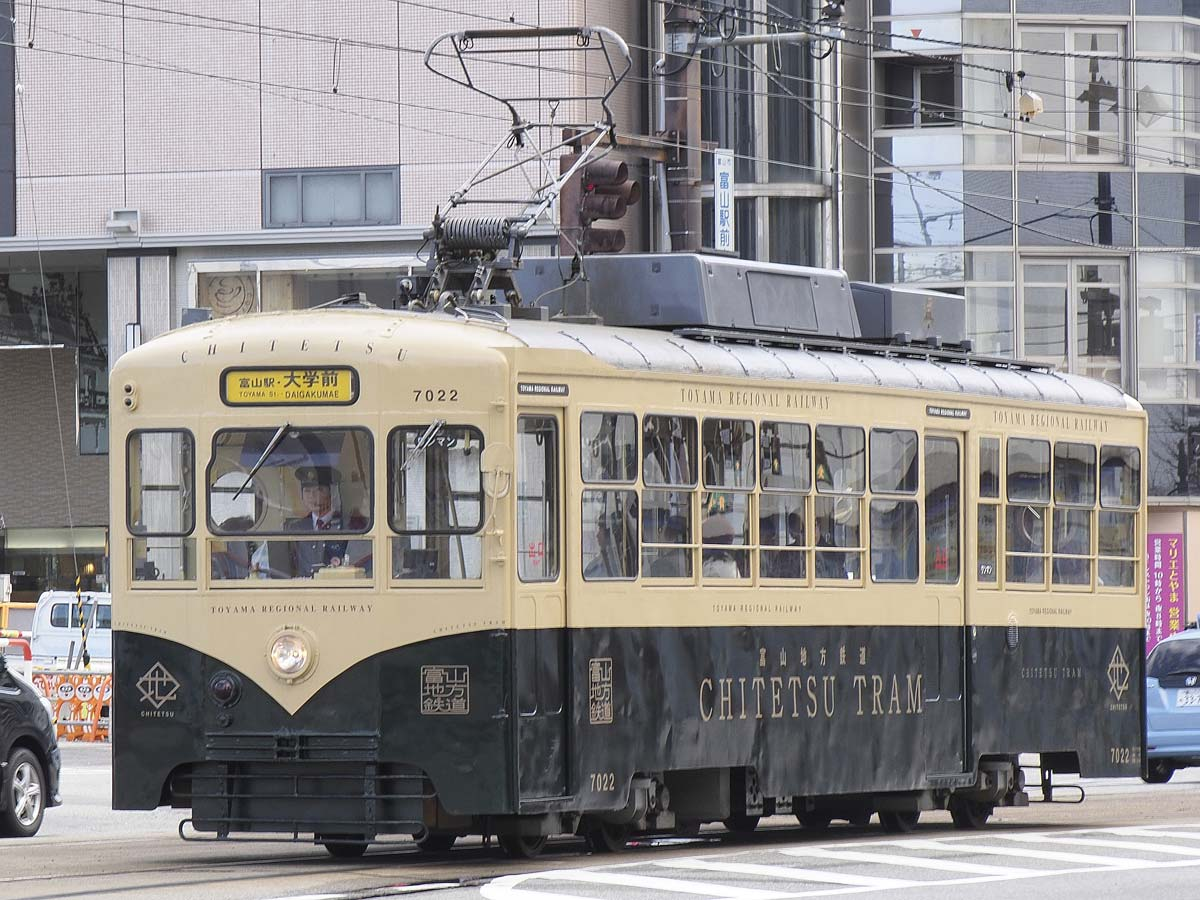
Serie 7000
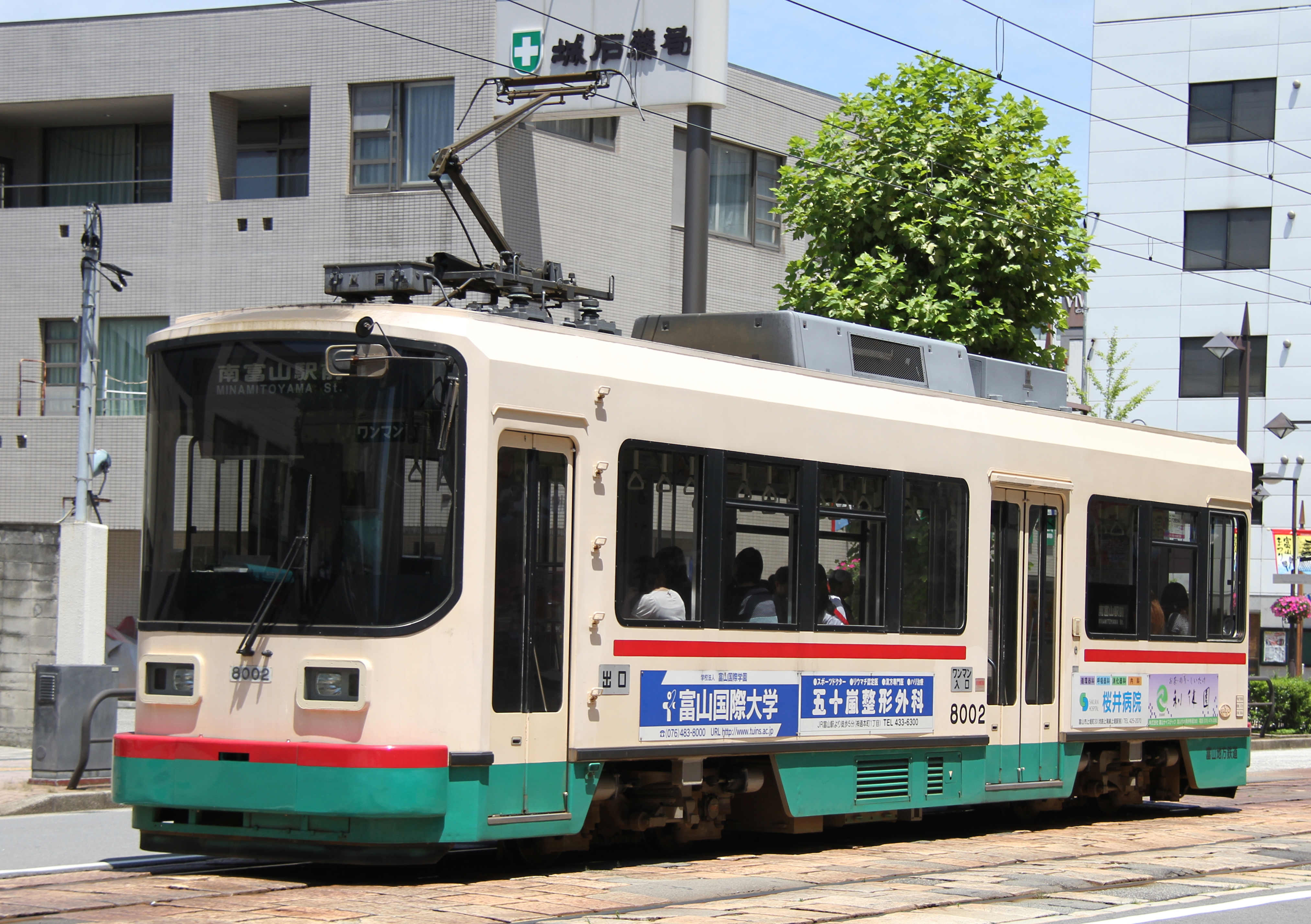
Serie 8000
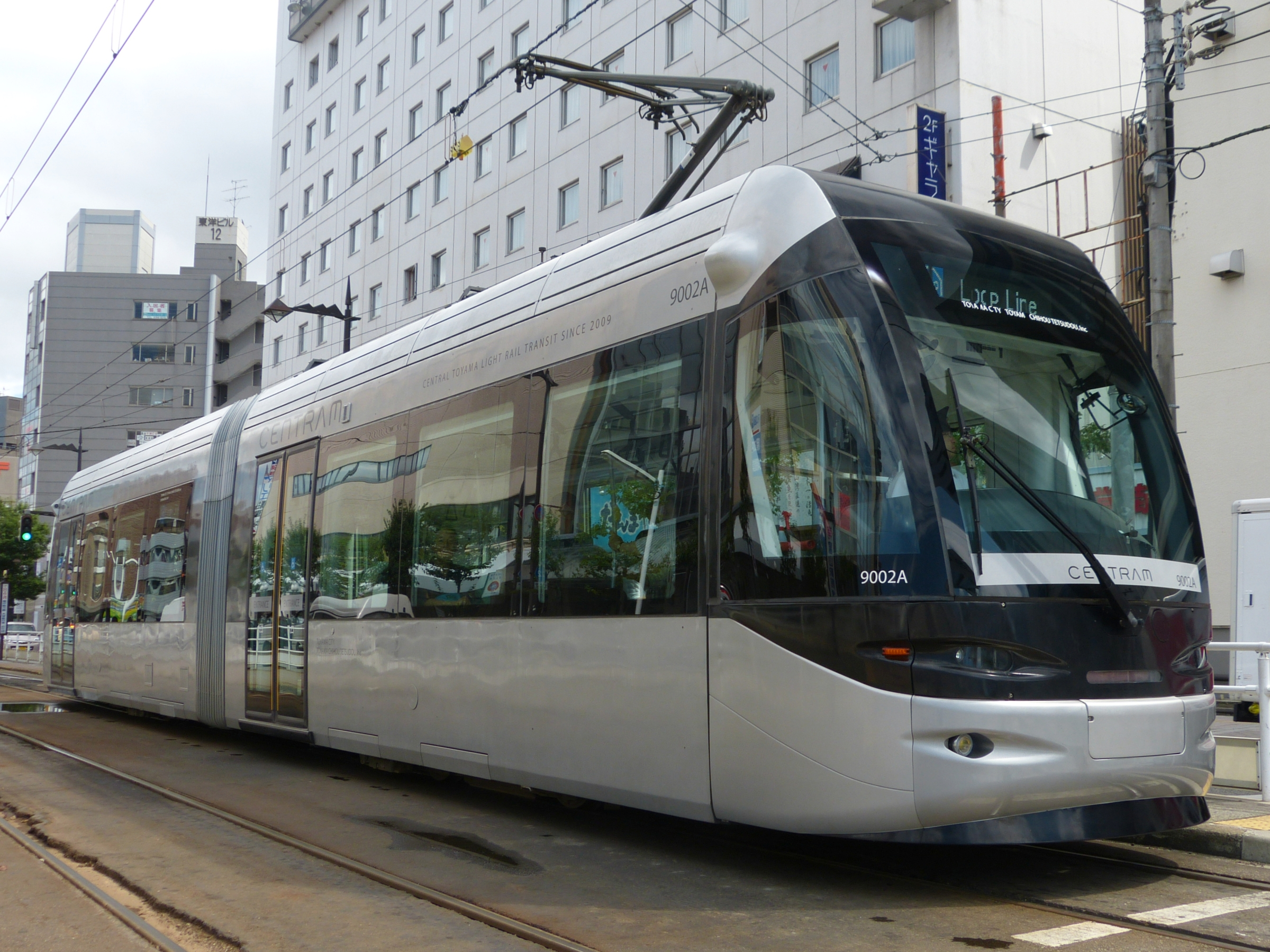
Serie 9000 (Centram)
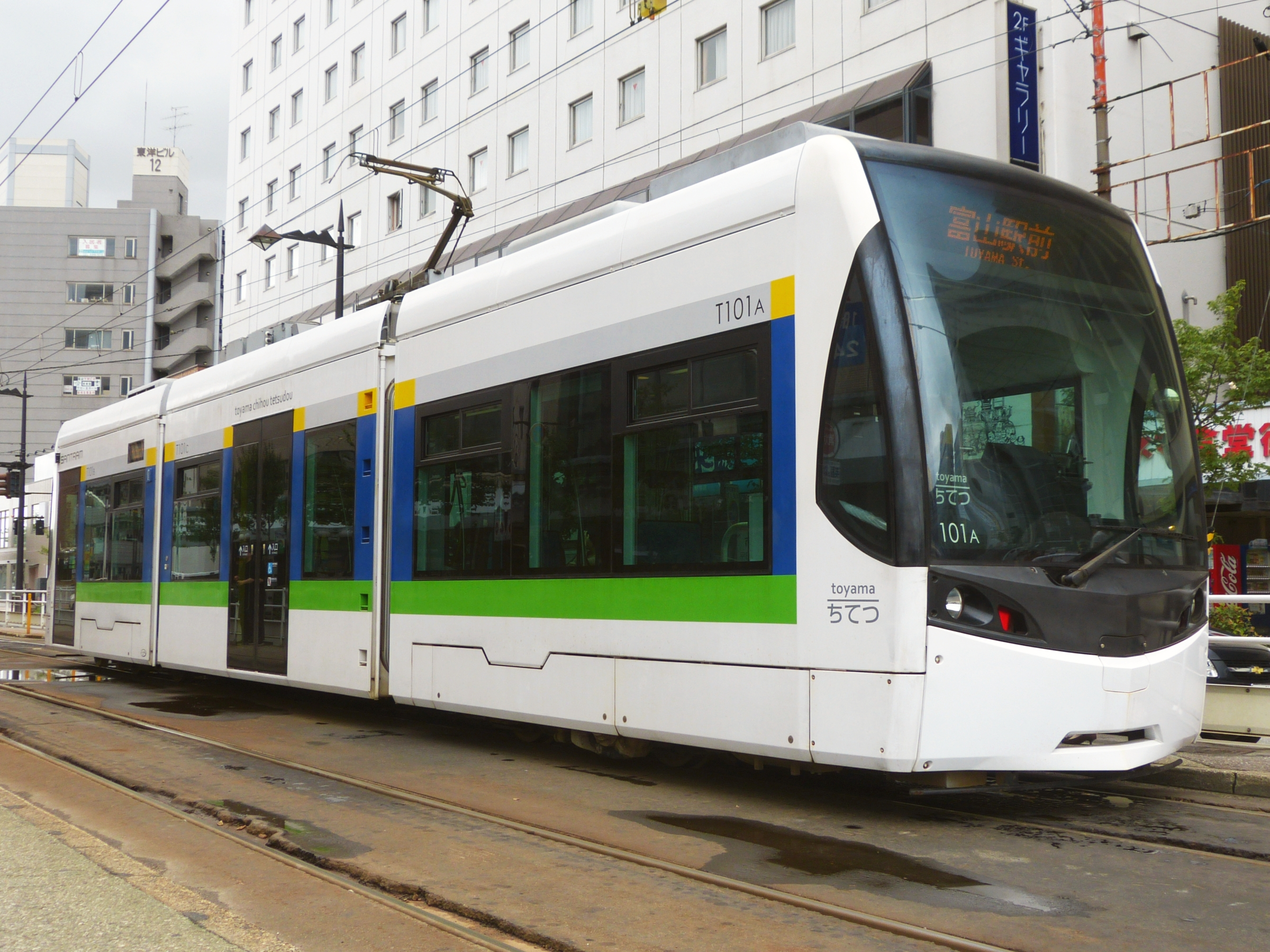
Serie T100 (Santram)
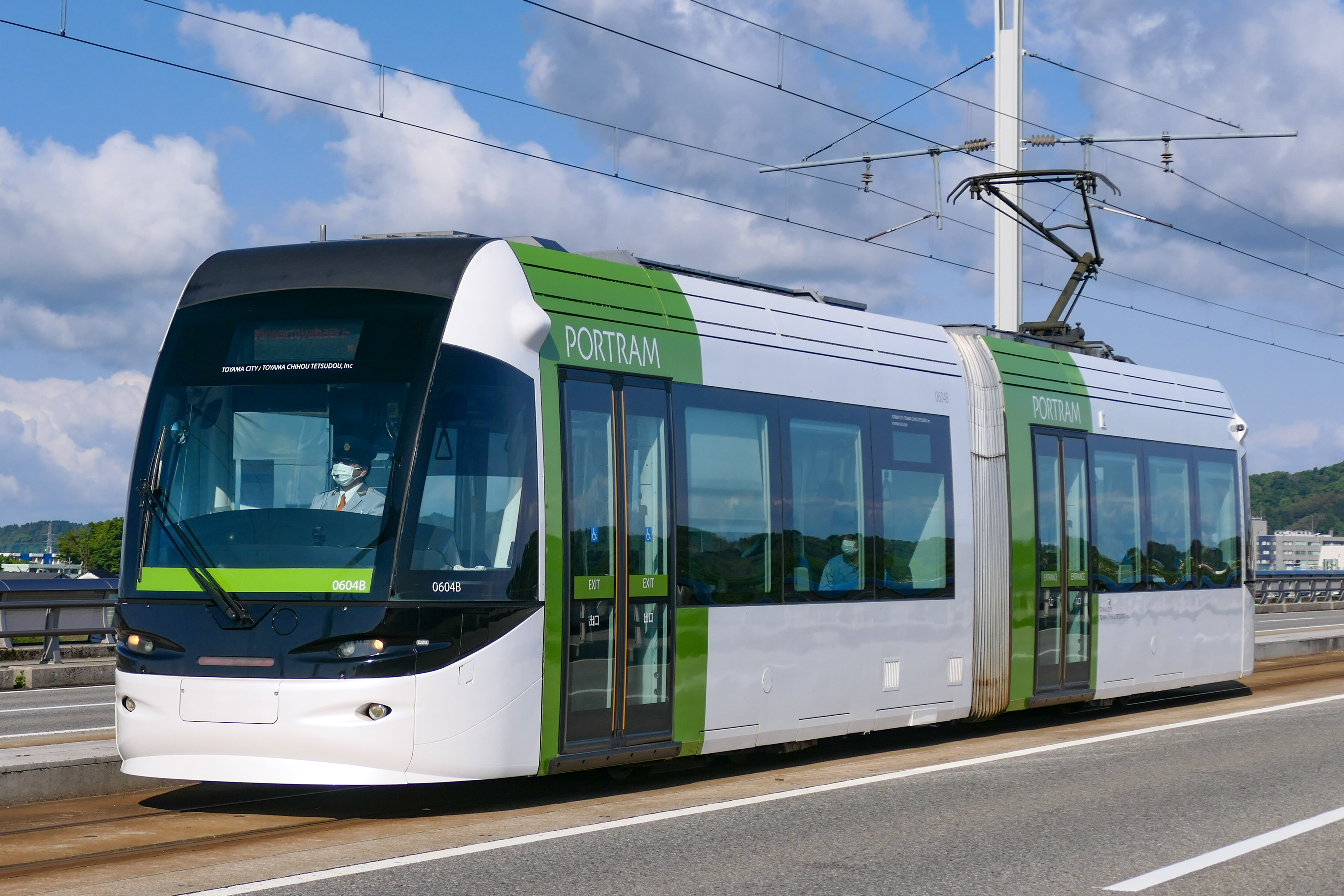
Serie 0600

- Serie 7000
- Serie 8000
- Serie 9000 (Centram)
- Serie T100 (Santram)
- Serie TLR 0600 (Portram)